# 圣布拉森
圣布拉森是奥地利施蒂利亚州穆劳县的一个市镇。总面积26.66平方公里，总人口652人，人口密度24.5人/平方公里（2005年）。